# Phtheirospermum
Phtheirospermum – rodzaj roślin z rodziny zarazowatych (Orobanchaceae). Obejmuje dwa gatunki. Rośliny te występują w Azji Wschodniej – od Asamu i Tybetu, poprzez Chiny, Półwysep Koreański, Wyspy Japońskie po Rosyjski Daleki Wschód. Rośliny z tego rodzaju są fakultatywnymi półpasożytami tj. rozwijają ssawki na korzeniach w obecności potencjalnego gospodarza, pozostają natomiast autotrofami w przypadku jego braku.

## Morfologia
PokrójRośliny zielne (roczne i byliny), o pędach gruczołowato, lepko owłosionych, z pojedynczą łodygą lub o wzroście kępiastym.
LiścieNaprzeciwległe, siedzące lub ogonkowe.
KwiatyWyrastają na krótkich szypułkach z kątów górnych liści tworząc luźne grono. Kielich dzwonkowaty, z całobrzegimi lub pierzasto wcinanymi ząbkami. Korona rurkowata z dwiema odgiętymi wargami. Pręciki cztery, dwusilne, schowane w rurce korony lub wystające. Zalążnia wąskojajowata z rozwidlonym szczytem.
OwoceOwalne, spłaszczone torebki otwierające się klapami. Nasiona jajowate z siateczkowatą skulpturą łupiny.

## Systematyka
Pozycja systematyczna
Rodzaj z rodziny zarazowatych Orobanchaceae, w której obrębie klasyfikowany jest do plemienia Rhinantheae Lamarck & de Candolle.
Wykaz gatunków
- Phtheirospermum japonicum (Thunb.) Kanitz
- Phtheirospermum lushaiorum R.Sengupta & S.S.Dash